# Gunilla Bergerham
Gunilla Margareta Bergerham, född 30 januari 1950 i Solna, är en svensk skådespelare, regissör och dramatiker.
Begerham har bland annat utbildat sig vid Calle Flygare Teaterskola och Teaterhögskolan i Stockholm. Hon har varit med och drivit teatergruppen Teater Ettettett mellan åren 1989 och 2011. Numera är hon verksam i Rollmakarna, ett konsult- och utbildningsföretag i kommunikation och kreativt ledarskap. Hon är författare till ett flertal pjäser, däribland Ett drömspel för Minna (2001), Nålen i ögat (1996) och Konserv (2005). Hon har även skrivit filmmanus för utbildningsfilm och texter för olika dansproduktioner. Bergerham har medverkat i den svenska komediserien Solsidan där hon spelar apotekare. Andra filmer som hon medverkat i är bland annat Se upp för dårarna, Oskar, Oskar, Våra vänners liv, och Ulveson och Herngren.[källa behövs]

## Filmografi
- 1989 – I april (kortfilm)
- 1989 – Hassel – Offren
- 2002 – Ytan (kortfilm)
- 2005 – Ulveson och Herngren (TV-serie)
- 2007 – Se upp för dårarna
- 2010 – Solsidan (TV-serie)

### Fotnoter
1. ↑  ”Gunilla Bergerham”. Svensk Filmdatabas. http://sfi.se/sv/svensk-filmdatabas/Item/?type=PERSON&itemid=199609&ref=%2ftemplates%2fSwedishFilmSearchResult.aspx%3fid%3d1225%26epslanguage%3dsv%26searchword%3dGunilla+Bergerham%26type%3dPerson%26match%3dBegin%26page%3d1%26prom%3dFalse. Läst 4 oktober 2012.
2. ↑  ”Gunilla Bergerham”. Dramadirekt.com. Arkiverad från originalet den 21 maj 2014. https://web.archive.org/web/20140521220900/http://www.dramadirekt.com/presentationer.php?authorlist=40442. Läst 4 oktober 2012.